# Akuma na Eros
Akuma na Eros (яп. 悪魔なエロス Акума на эросу, досл. «Дьявольский эрос») — сёдзё-манга, автором которой является Маю Синдзё. Она состоит из четырёх томов, которые были опубликованы издательством Shogakukan.

## Сюжет
Главной героиней манги является десятиклассница Миу Сакураи (яп. 桜井ミウ). Она находит старинную книгу, которая якобы может исполнить любое желание. Миу, мечтающая стать красивой, решает воспользоваться книгой, проводит магический ритуал и случайно призывает самого Сатану (яп. 悪魔 Акума).

## Манга
| № | Дата публикации    | ISBN               |
| - | ------------------ | ------------------ |
| 1 | 26 мая 2001 г.     | ISBN 4-09-136753-4 |
| 2 | 23 августа 2001 г. | ISBN 4-09-136754-2 |
| 3 | 26 ноября 2001 г.  | ISBN 4-09-136755-0 |
| 4 | 26 марта 2002 г.   | ISBN 4-09-136756-9 |